# Tommy Maxwell
(en) Statistiques sur pro-football-reference
Thomas Marshall Maxwell Jr. (né le 5 mai 1947 à Houston) est un joueur américain de football américain.

## Enfance
Maxwell fait ses études à la Jesse H. Jones de Houston et s'engage verbalement avec l'université méthodiste du Sud pour jouer avec les Mustangs de SMU. Cependant, l'entraîneur des Aggies de Texas A&M, Gene Stallings, passe devant SMU et le fait venir à l'université A&M du Texas,.

## Carrière

### Université
Pendant quatre ans, le texan joue dans l'équipe de football américain des Aggies et est un membre important de la section au moment de la victoire du championnat de la Southwest Conference en 1967 et de celle au Cotton Bowl Classic 1967. C'est comme safety que Maxwell se montre, remportant les honneurs de la conférence et du pays (All-America) en 1968.

### Professionnel
Tommy Maxwell est sélectionné au deuxième tour de la draft 1969 de la NFL par les Colts de Baltimore au cinquante-et-unième choix. À son arrivée, il prend la place de Lenny Lyles et devient cornerback titulaire pour sa saison de rookie. Il reste à cette place pendant deux années et remporte le Super Bowl V avec les Colts. Ensuite, il s'engage avec les Raiders d'Oakland où il dispute vingt-huit matchs, devant se contenter d'un poste de remplaçant pendant trois ans et s'essayant, à quelques reprises, aux retours de punt. Maxwell termine sa carrière par une saison chez les Oilers de Houston avant de prendre sa retraite.